# سيرجيو مانويل باربوسا سانتوس
سيرجيو مانويل سانتوس باربوسا (8 سبتمبر 1989 - 28 نوفمبر 2016) يعرف أكثر باسم سيرجيو مانويل ولقد كان لاعب كرة قدم برازيلي يلعب لصالح نادي شابيكوينسي كلاعب خط وسط دفاعي ولقد توفي في يوم 28 نوفمبر 2016 عقب كارثة رحلة خطوط لاميا الجوية 2933 عن عمر يناهز 27 سنة.

## روابط خارجية
- سيرجيو مانويل باربوسا سانتوس على موقع قاعدة بيانات كرة القدم.إي يو (الإنجليزية)
- سيرجيو مانويل باربوسا سانتوس على موقع Soccerway.com (الإنجليزية)